# Хьюстонский университет в Клир-Лейк
Хьюстонский университет в Клир-Лейк (англ. University of Houston–Clear Lake, сокр. UHCL) — американский государственный университет в местечке Клир-Лейк-Сити, штат Техас.
Основанный в 1971 году, университет является частью системы Хьюстонского университета, и осенью 2019 года в нём обучалось более 9000 студентов. Он аккредитован Комиссией по колледжам Южной ассоциации колледжей и школ (Commission on Colleges of the Southern Association of Colleges and Schools).

## История
В 1961 году Национальное управление по аэронавтике и исследованию космического пространства объявило, что Центр пилотируемых космических аппаратов (ныне Космический центр имени Линдона Джонсона) будет расположен в Хьюстоне, недалеко от озера Клир-Лейк. С развитием Центра пилотируемых космических аппаратов стал расти спрос на выпускников вузов, подготовленных в отраслях, связанных с космосом. В связи с эти в 1964 году Хьюстонский университет начал предлагать курсы по различным инженерным программам для сотрудников НАСА, в том числе для Центра пилотируемых космических кораблей.
10 сентября 1965 года директор Центра Роберт Гилрут официально обратился к Хьюстонскому университету, ч чтобы он рассмотрел вопрос о создании постоянного учебного заведения для выпуска специалистов в районе Клир-Лейк-Сити. Президент Хьюстонского университета Филип Хоффман ответил, что решающим фактором для создания такого учебного заведения будет приобретение земли для учебного учреждения.

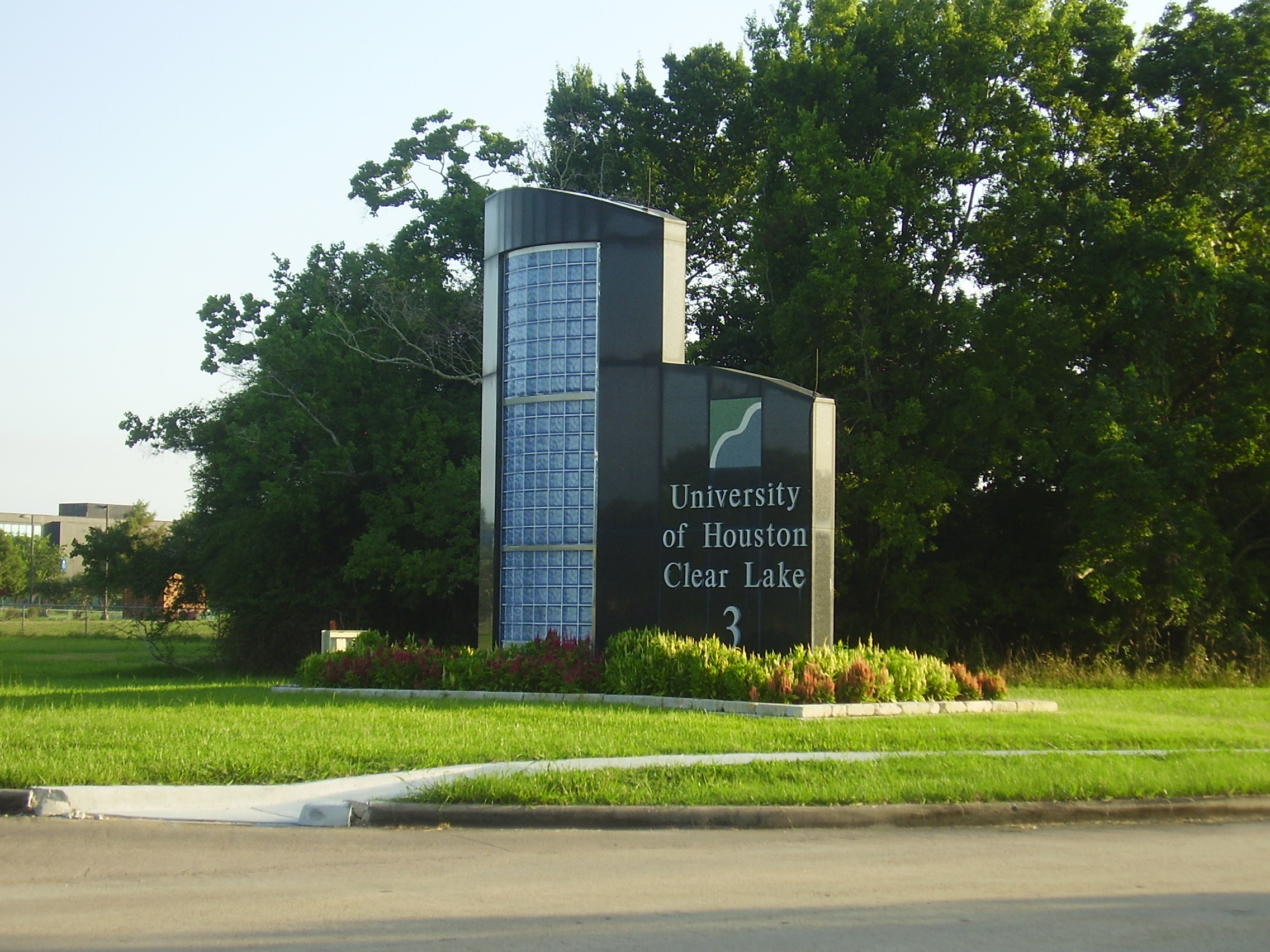
Один из въездов на территорию университета

Нефтяная компания Humble Oil пожертвовала 50 акров земли для создания постоянного учебного заведения для студентов и выпускников. 487 акров были переданы в дар от девелоперской компании Friendswood Development Company. В 1968 году Координационный совет системы Техасских колледжей и университетов разрешил Хьюстонскому университету построить Центр выпускников Клир-Лейк (Clear Lake Graduate Center) и призвал к созданию автономного университета в Клир-Лейк. Четыре года спустя, в 1971 году, 62-й Законодательный орган Техаса принял законопроект House Bill 199, разрешающий создание Хьюстонского университета в Клир-Лейк-Сити в качестве отдельного учебного учреждения, присуждающего ученую степень.
Центр выпускников Клир-Лейк открылся в январе 1972 года. 1 июня 1974 года он стал частью Хюстонского университета, в сентябре на первый курс было зачислено 1069 студентов. Когда в 1977 году 65-й Законодательный орган Техаса учредил Систему Хьюстонского университета, в неё в качестве составного учреждения вошёл Центр выпускников Клир-Лейк. Своё нынешнее имя Хьюстонский университет в Клир-Лейк вуз получил 26 апреля 1983 года. 73-й Законодательный орган Техаса предпринимал в 1993 году неудачную попытку переименовать учебное заведение в Хьюстонский университет в Пасадине.

## Деятельность
В состав Хьюстонского университета в Клир-Лейк входят четыре академических колледжа:
- College of Business
- College of Education
- College of Human Sciences and Humanities
- College of Science and Engineering.

Учебное заведение предлагает 97 программ на получение степени: 46 бакалавров, 48 магистров и три докторских.

### Президенты
Офис президента Хьюстонского университета в Клир-Лейк был создан в 1971 году и в качестве его исполнительного директора был назначен, которым руководил исполняющий обязанности президента Ричард Уокер (Richard Walker). В дальнейшем пост президента занимали:
- 1972—1982 − Alfred R. Neumann
- 1982—1991 − Thomas M. Stauffer
- 1991—1995 − Гленн Гёрке[англ.]
- 1995—2017 − Уильям Стейплз[англ.]
- 2017—2021 − Ira K. Blake[8]
- С 2021 − Richard Walker[9]

### Выпускники
В числе выпускников вуза: многие астронавты США, среди которых первый афроамериканский астронавт Гайон Блуфорд; а также член Палаты представителей Техаса Джон Дэвис, сенатор Техаса Анджела Пакстон, писатель Кевин Кван, программист и учёный Брюс Вебстер и другие.
См. Выпускники Хьюстонского университета в Клеар Лейк